# Max Berz
Maximilian Berz (* 7. März 1845 in Ellingen; † 10. Mai 1915 in München) war ein deutscher Maler und Kunsthändler.

## Leben
Berz ließ sich als Maler in München nieder und heiratete hier 1870 die 1831 in Augsburg geborene Kreszenz Reitmeier, geschiedene Krombach, die 1875 starb. Söhne aus deren erster Ehe waren die Maler Franz Krombach und Paul Peter Krombach, genannt Max (1867–1947). In zweiter Ehe heiratete er 1882 die Münchner Schuhmacherstochter Karolina Schaffner. Dieser Ehe entstammten die Töchter Marie, Rosa und Pauline sowie die Söhne Karl Max Gustav, Fritz (der spätere Maler Fritz Berz), Karl, Richard, Ludwig und Maximilian.
1889 meldete Max Berz in München unter der Firmenbezeichnung Berz & Cie. eine Kunstanstalt für Ölfarben und Druckbilder an, die er 1892 wieder abmeldete; 1894 bis 1896 ließ er eine Lithographische Druckerei registrieren.